# FOP
La Asociación de Fotógrafos Publicitarios de la Argentina (FOP), fundada en el año 1972, es una asociación sin fines de lucro constituida por socios activos y honorarios.
Desde su fundación, la asociación realiza un trabajo de aproximación entre los fotógrafos publicitarios para crear un consenso de defensa y valoración profesional. Difundir, jerarquizar y defender la profesión de los fotógrafos publicitarios es el objetivo fundamental de la asociación.

## Historia
La Asociación de Fotógrafos Publicitarios de la Argentina se fundó en 1972 como una necesidad de los estudios dedicados a esta disciplina de aunar criterios en relación con los clientes, que en ese momento, en general, eran agencias de publicidad. En ese momento se establecieron las pautas de trabajo comunes, como una manera de proteger y valorizar la profesión.
La FOP es una asociación sin fines de lucro y está constituida por socios activos y socios honorarios, dirigida por una comisión directiva que se renueva en formal parcial anualmente en asamblea de socios.
Puede ingresar a la asociación cualquier persona física o jurídica que cumpla con los requisitos de los estatutos sociales vigentes. 

## Objetivos
Desde su fundación la asociación realiza un trabajo de aproximación entre los fotógrafos publicitarios para crear un consenso de defensa y valorización profesional.
Difundir y jerarquizar la fotografía publicitaria es el objetivo fundamental de la FOP. Una tarea sin pausas en la que están comprometidos todos sus integrantes, ya que la relación del profesional con el mercado consumidor de imágenes cambia día a día. Para esto la capacitación y actualización del fotógrafo debe ser permanente.
La creación de conciencia en el mercado de la necesidad de imágenes de la mayor calidad para lograr el impacto necesario del mensaje publicitario es una de las premisas básicas de la Asociación. Así como también la defensa de los derechos del autor fotográfico por medio de legislación adecuada y la concientización del fotógrafo y su cliente.

## Misión
Emergentes del proyecto de reestructuración iniciado en el año 2014 la misión de la asociación queda demarcada acorde a la siguiente definición general:
"La misión de la FOP es dar valor a la fotografía publicitaria por medio de la divulgación y la capacitación. Divulgar los principios de excelencia que deben regir nuestra profesión y capacitar en ese sentido a los actores del mercado publicitario".

## Comisión Directiva

### Periodo 2015-2016
| Cargo               | Titular                            |
| ------------------- | ---------------------------------- |
| PRESIDENTE          | Alfredo Willimburgh                |
| VICEPRESIDENTE      | Francisco Notti Gianella           |
| SECRETARIO          | Juan Carlos López Chenevet         |
| PROSECRETARIO       | Marcelo Gurruchaga                 |
| TESORERO            | Rafael Lequerica                   |
| PROTESORERO         | Jorge Vidal                        |
| VOCAL TITULAR 1°    | Alejandro Pombo                    |
| VOCAL TITULAR 2°    | Mario Blas López                   |
| VOCAL SUPLENTE 1°   | Juan Salvarredy                    |
| VOCAL SUPLENTE 2°   | María Cristina Cassinelli          |
| REVISORES DE CUENTA | Guillermo Giménez y Verónica Urien |

### Periodo 2013-2014
| Cargo               | Titular                    |
| ------------------- | -------------------------- |
| Presidente          | Juan Carlos López Chenevet |
| Vicepresidente      | Ariel Steinberg            |
| Secretario          | Julio Viard                |
| Prosecretario       | Marcelo Gurruchaga         |
| Tesorero            | Rafael Lequerica           |
| Protesorero         | Jorge Vidal                |
| Vocal Titular 1°    | Alfredo Willimburgh        |
| Vocal Titular 2°    | Mario Blas López           |
| Vocal Suplente 1°   | Eduardo Miller             |
| Vocal Suplente 2°   | María C. Cassinelli        |
| Revisores de Cuenta | Guillermo Giménez          |
| Revisores de Cuenta | Francisco Notti Gianella   |

### Periodo 2012-2013
| Cargo               | Titular                    |
| ------------------- | -------------------------- |
| Presidente          | Juan Carlos López Chenevet |
| Vicepresidente      | Ariel Steinberg            |
| Secretario          | Julio Viard                |
| Prosecretario       | Marcelo Gurruchaga         |
| Tesorero            | Rafael Lequerica           |
| Protesorero         | Jorge Vidal                |
| Vocal Titular 1°    | Alfredo Willimburgh        |
| Vocal Titular 2°    | Mario Blas López           |
| Vocal Suplente 1°   | Eduardo Miller             |
| Vocal Suplente 2°   | María C. Cassinelli        |
| Revisores de Cuenta | Guillermo Giménez          |
| Revisores de Cuenta | Álvaro Gorbato             |

### Periodo 2004-2005
| Cargo               | Titular                    |
| ------------------- | -------------------------- |
| Presidente          | Juan Carlos López Chenevet |
| Vicepresidente      | Mario Blas López           |
| Secretario          | Julio Viard                |
| Prosecretario       | María C. Cassinelli        |
| Tesorero            | Rafael Lequerica           |
| Protesorero         | Raúl Matán                 |
| Vocal Titular 1°    | Carlos Tinedo              |
| Vocal Titular 2°    | Jorge Araujo               |
| Vocal Suplente 1°   | Ricardo Sanguinetti        |
| Vocal Suplente 2°   | Guillermo Pérez Curtó      |
| Revisores de Cuenta | Guillermo Giménez          |
| Revisores de Cuenta | Héctor Nahmad              |

## Categorías
- Datos: Q16565880